# Lantaarndragerachtigen
Fulgoromorpha of lantaarndragerachtigen zijn een infraorde van insecten die behoren tot de orde halfvleugelige insecten (Hemiptera) en de onderorde cicaden (Auchenorrhyncha).

## Families
De infraorde van lantaarndragerachtigen omvat de volgende families:
- Acanaloniidae Amyot & Serville, 1843
- Achilidae Stål, 1866
- Achilixiidae Muir, 1923
- Caliscelidae Amyot & Serville, 1843
- Cixiidae Spinola, 1839
- Coleoscytidae† Martynov, 1935
- Delphacidae Leach, 1815 (Spoorcicaden)
- Derbidae Spinola, 1839
- Dictyopharidae Spinola, 1839
- Dorytocidae† Emeljanov & Shcherbakov, 2018
- Eurybrachidae Stål, 1862
- Flatidae Spinola, 1839
- Fulgoridae Latreille, 1820
- Fulgoridiidae† Handlirsch, 1939
- Gengidae Fennah, 1949
- Hypochthonellidae China & Fennah, 1952
- Issidae Spinola, 1839
- Jubisentidae† Zhang, Ren & Yao, 2019
- Kinnaridae Muir, 1925
- Lalacidae† Hamilton, 1990
- Lophopidae Stål, 1866
- Meenoplidae Fieber, 1872
- Mimarachnidae† Shcherbakov, 2007
- Neazoniidae† Szwedo, 2007
- Nogodinidae Melichar, 1898
- Perforissidae† Shcherbakov, 2007
- Qiyangiricaniidae† Szwedo, Wang & Zhang, 2011
- Ricaniidae Amyot & Serville, 1843
- Surijokocixiidae† Shcherbakov, 2000
- Tettigometridae Germar, 1821
- Tropiduchidae Stål, 1866
- Weiwoboidae† Lin, Szwedo, Huang & Stroinski, 2010
- Yetkhatidae† Song, Szwedo & Bourgoin, 2019